# Коренг, Богна
Бо́гна Ко́ренг, настоящая фамилия — Ко́ренькова, урождённая — Бе́ймакец (нем. Bogna Koreng, в.-луж. Korjeńkowa, Bejmakec; 1965 год, Радибор, Германия) — лужицкая журналистка и телеведущая программы «Wuhladko» на верхнелужицком языке баутценской студии MDR в Лейпциге, Германия.

## Биография
Среднее образование получила в Сербской гимназии в Баутцене. Потом в течение двух лет изучала германистику в Лейпцигском университете, после чего работала лектором в лужицкой просветительской организации «Домовина» и преподавала в Сербской расширенной средней школе (сегодня — Сербская гимназия) в Баутцене. С 1992 года работала внештатной журналисткой на радио MDR в Лейпциге. С этого же года работала на баутценской студии сербо-лужицкого радио «Sorbischer Rundfunk». В 1992 году организовала 118-й молодёжный фестиваль для лужицкой молодёжи под названием «Схадзованка». С 1994 года работала на телевизионном канале MDR. С 2001 года проводила телепередачу «Wuhladko». В 2002 году была назначена руководителем баутценской студией (Studio Bautzen) канала MDR, радио «MDR1 Radio Sachsen» и лужицкого радио «Serbski rozhłós».

## Награды
- В 2003 году телепередача «Wuhladko» получила третье место на Международном фестивале радио и телевидения национальных меньшинств, который проходил в Ужгороде, Украина. На этом фестивале Богна Коренг получила награду.
- Премия «Claus-Köpcke-Medienpreis» (2009).